# Canción infantil
Una canción infantil es aquella creada con el propósito de entretener a niños pequeños y bebés. Su letra tiende a ser simple y repetitiva, facilitando su comprensión y memorización. Además de proporcionar diversión, estas canciones son una forma en que los padres introducen a sus hijos al mundo de la música de manera positiva.
Tradicionalmente, las canciones infantiles se transmiten de generación en generación y forman parte de la cultura popular. Sin embargo, en las últimas décadas, han surgido numerosos artistas especializados en producir música y espectáculos audiovisuales dirigidos específicamente al público infantil.
Estas canciones son más que entretenimiento; constituyen una actividad mediante la cual los niños pueden aprender, ya sea jugando o cantando diversas melodías con temas variados. Esto les ayuda a ampliar sus conocimientos sobre el entorno que les rodea y fomenta su desarrollo cognitivo y emocional.

## Clasificación por su función
Una posible clasificación de las canciones infantiles es la que las identifica por su función, aunque es posible que una canción pueda clasificarse en varias categorías ya que cumple distintas funciones:
- De juego: utilizadas en los juegos infantiles como corro, comba o goma. También se podrían incluir las de "echar a suerte" y las burlas.

Ejemplo:
Perrito bonito,
naciste ayer,
con lo bonito que es
lo pequeñito que es.
pues su papá se parece a un bebé
Ejemplo:
Pito, pito gorgorito
donde vas tú tan bonito,
a la acera verdadera, pim pam fuera,
tú te vas y tú te quedas!
- Nanas: también llamadas canciones de cuna, sirven para entretener o dormir a los niños, o para acostumbrales a la cuna.

Ejemplo:
En la cenaaa
la abuela dice saca saca,
la mari mete mete
y entre saca saca y mete mete
al final no comemos nada
Ejemplo:
Duérmete niño
Duérmete ya
Que viene el coco
Y te llevará.
Duérmete niño
Duérmete ya
Que viene el coco
Y te comerá.
- De habilidad: en ellas, los niños demuestran alguna habilidad, como ejemplos son los trabalenguas o las adivinanzas.

Ejemplo:
El perro de San Roque no tiene rabo,
porque Ramón Rodríguez se lo ha robado.
El perro de San Roque no tiene cola,
porque se la ha comido la caracola.
- Didácticas: en ellas, el niño aprende algo, desde las partes del cuerpo hasta lecciones morales.

Ejemplo:
Tengo, tengo, tengo,
tú no tienes nada,
tengo tres ovejas 
en una cabaña.
Una me da leche,
otra me da lana,
y la otra mantequilla
para toda la semana.
- Lúdicas: Su función es entretener o divertir al niño.

Ejemplo (que es también una didáctica, porque enseña cómo contar):
Un elefante se balanceaba
sobre la tela de una araña,
como veía que resistía
fue a llamar a otro elefante.
Dos elefantes se balanceaban,
sobre la tela de una araña,
como veían que resistía
fueron a llamar a otro elefante.
Tres elefantes se balanceaban...
sobre la tela de una araña,
como veían que resistía
fueron a llamar a otro elefante.
Cuatro elefantes se balanceaban,
sobre la tela de una araña,
como veían que resistía
fueron a llamar a otro elefante.
Cinco elefantes se balanceaban,
sobre la tela de una araña,
como veían que resistía
fueron a llamar a otro elefante.
¡Uuuuuupa!
Villancicos: Se usan en épocas de Navidad:
Era Rodolfo el reno, que tenía la nariz...
Roja como una...

## Características de la canción infantil
Las canciones infantiles poseen unas letras sencillas, rimadas y muy repetitivas, generalmente van acompañadas de movimiento, gesto o juegos motrices. Son de fácil comprensión, de fácil memorización, y de letra graciosa.
La canción infantil es una actividad lúdica donde el niño aprende jugando al mismo tiempo que participa en la conservación y goce del patrimonio cultural universal.

## Beneficios de la educación musical en el desarrollo infantil
A través de las canciones infantiles los niños pueden encauzar un aprendizaje musical que contribuya a su desarrollo. Según algunos profesionales, la educación musical a edades tempranas aporta varios beneficios:
- Desarrolla el lenguaje favoreciendo la dicción, aumentando su vocabulario y ejercitando la fonética.
- Favorece la capacidad de comprensión, mejora su concentración y memoria.
- Desarrolla el gusto por la música, favorece el sentido rítmico y la audición.
- Desarrolla su expresión corporal, ya que le permite ajustar su movimiento corporal a diferentes ritmos contribuyendo al control rítmico del cuerpo, y ejercita su coordinación.
- Favorece el desarrollo emocional y social al permitir la integración e interacción con el grupo.
- Favorece la interacción social y el sentido de libertad.

## Música infantil comercial
La aparición de la industria del disco a comienzos del siglo XX propició la creación y grabación de canciones dirigidas a un público infantil por parte de músicos profesionales. Algunas se popularizaron a través del cine, en películas producidas entre otras por la factoría Disney. Pero no fue hasta los años 1960 y 1970, cuando, apoyados en el poder de difusión de la televisión y en la demanda incrementada por el Explosión de natalidad, hubo un gran auge de artistas y grupos musicales especializados en esta temática que alcanzaron gran popularidad tanto en América como en Europa.
Destacaron, así, en España artistas como Los Payasos de la Tele, Enrique y Ana, Parchís o Teresa Rabal, mientras en Latinoamérica despuntaron otros como Francisco Gabilondo Soler (México), Yola Polastry (Perú), el grupo Menudo (Puerto Rico) en sus inicios en la música, el Grupo Mazapán (Chile), María Elena Walsh (Argentina), Cachureos (Chile) o Pipo Pescador (Argentina). Más recientemente, de los años 90 en adelante, han alcanzado popularidad Xuxa (Brasil), Nubeluz (Perú), Hermanos Rincón (México), Cepillín (México), Tatiana (México), Liz Andrade (México), Gallina Pintadita (Brasil), 31 minutos (chile), Pampín (Argentina), Cantajuego y Pica-Pica (España), Cantando Aprendo a Hablar (Chile), Atención Atención (Puerto Rico), Miss Rosi (Perú) o Los Musiqueros (Argentina). En los años 2000, destaca el canal de YouTube de El Reino Infantil (Argentina) o
Tu Rockcito (Colombia).
Mencionar también por último la fundamental aportación de los programas y series de TV para niños, de donde surgieron y siguen surgiendo algunas de las piezas más conocidas del repertorio popular de la música infantil.